# Hydrogendifluorid amonný
Hydrogendifluorid amonný je anorganická sloučenina se vzorcem NH4HF2, příp. NH4F·HF. Vzniká reakcí amoniaku a fluorovodíku. Tato bezbarvá sůl leptá sklo a je meziproduktem v jedné z možných příprav kyseliny fluorovodíkové.

## Struktura
Hydrogendifluorid amonný se skládá z tetraedrického amonného kationtu a centrosymetrického hydrogendifluoridového aniontu. Anion obsahuje nejsilnější známou vodíkovou vazbu F-H, její vazebná energie je vyšší než 155 kJ.mol−1.

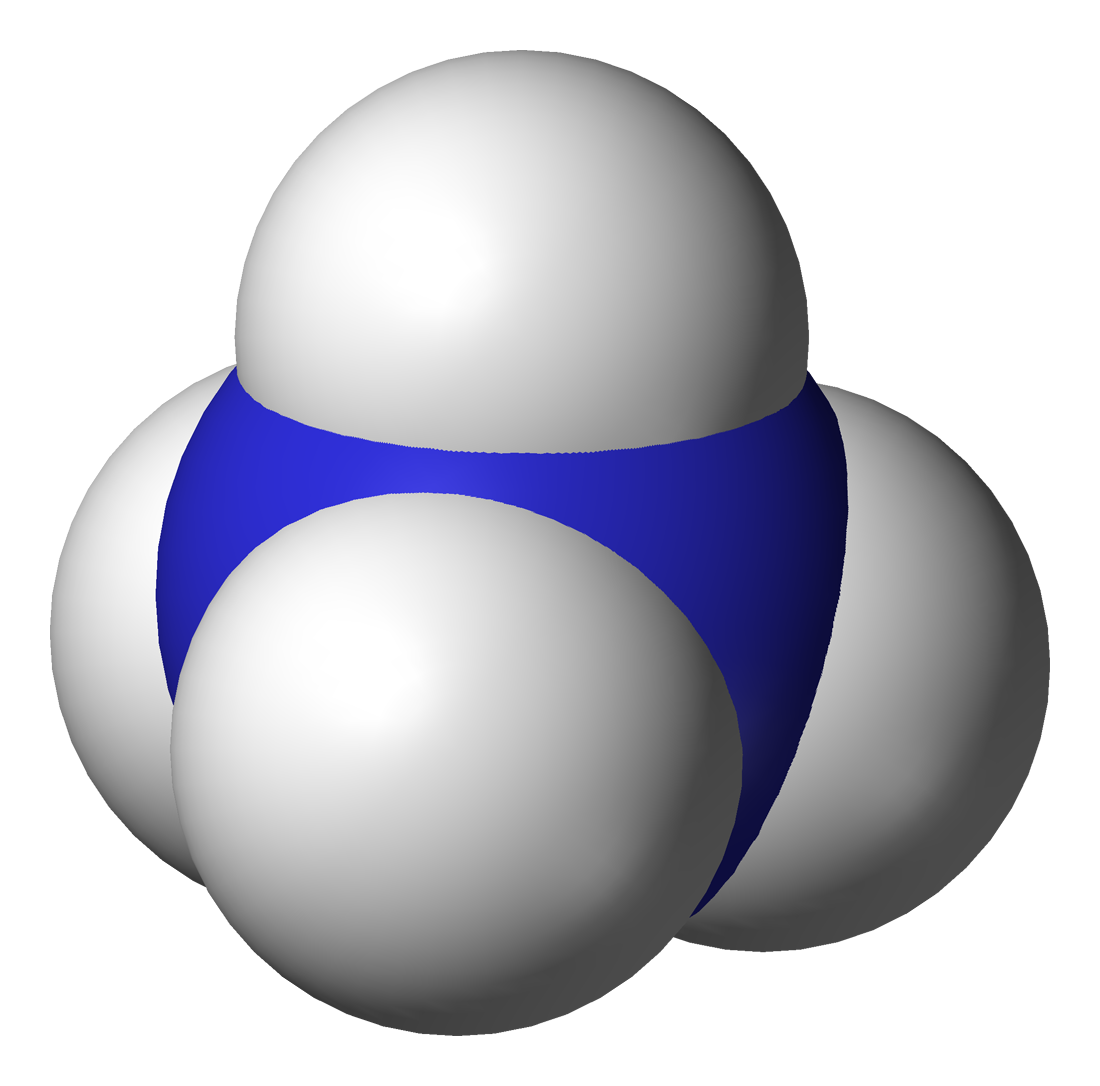
Amonný kation
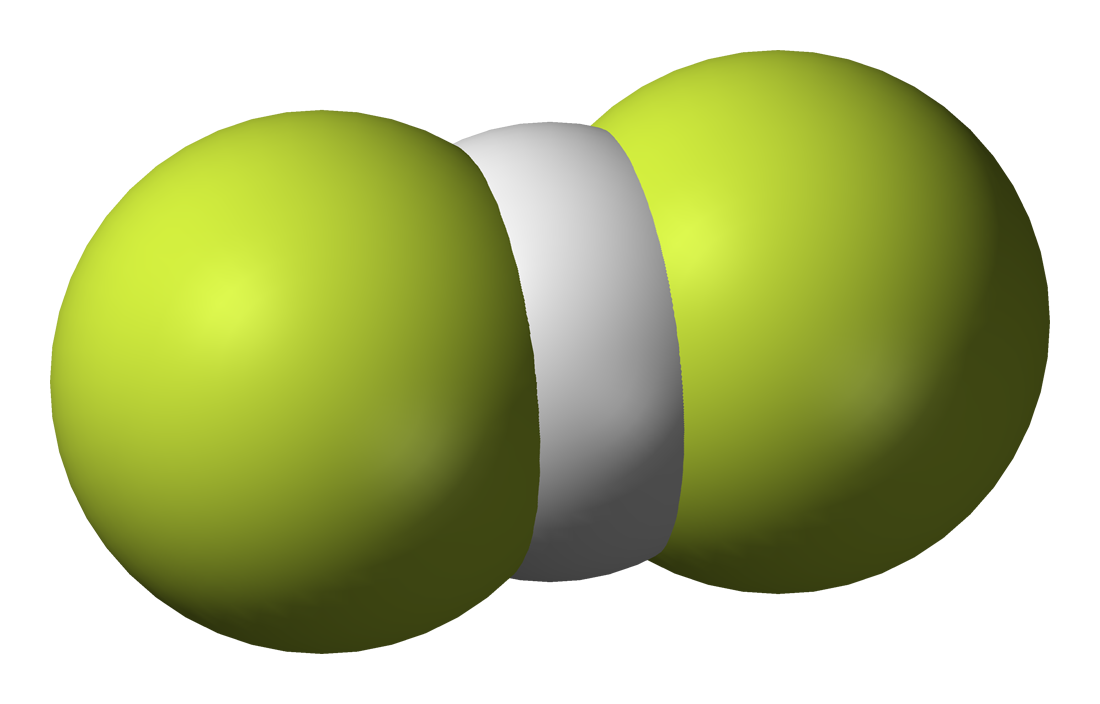
Hydrogendifluoridový anion

## Výroba a využití
Je součástí leptacích přípravků, s oxidem křemičitým reaguje podle rovnice:
SiO2 + 4 [NH4][HF2] → SiF4 + 4 NH4F + 2 H2O
Hydrogendifluorid amonný je meziproduktem jedné z metod přípravy kyseliny fluorovodíkové z kyseliny hexafluorokřemičité. Ta po hydrolýze poskytuje fluorid amonný, který se termicky převede na hydrogendifluorid:
H2SiF6 + 6 NH3 + 2 H2O → SiO2 + 6 NH4F
2 NH4F → NH3 + [NH4][HF2]
Vzniklý hydrogendifluorid amonný se převede na sodnou sůl a termicky se z něj uvolní HF.